# Avernes
Avernes es una comuna nueva francesa situada en el departamento de Valle del Oise, de la región de Isla de Francia.

## Historia
Fue creada el 1 de enero de 2018, en aplicación de una resolución del prefecto de Valle del Oise de 25 de septiembre de 2017 con la unión de las comunas de Avernes y Gadancourt, pasando a estar el ayuntamiento en la antigua comuna de Avernes.

## Demografía
| Gráfica de evolución demográfica de Avernes entre 1800 y 2015 |
|                                                               |

Los datos entre 1800 y 2015 son el resultado de sumar los parciales de las dos comunas que forman la nueva comuna de Avernes, cuyos datos se han cogido de 1800 a 1999, para las comunas de Avernes y Gadancourt de la página francesa EHESS/Cassini. Los demás datos se han cogido de la página del INSEE.

## Composición
| Comuna delegada | Código INSEE | Población (2014) | Superficie (km²) | Densidad (hab./km²) |
| --------------- | ------------ | ---------------- | ---------------- | ------------------- |
| Avernes         | 95040        | 793              | 12.47            | 64                  |
| Gadancourt      | 95259        | 84               | 4.68             | 18                  |